# Сын Лесси
«Сын Лесси» - художественный фильм 1945 года производства компании Metro-Goldwyn-Mayer (MGM) на основе персонажей, созданных Эриком Найтом. В главных ролях Питер Лоуфорд , Дональд Крисп , Джун Локхарт и Лесси . Продолжение «Лесси возвращается домой» , фильм рассказывает о том, как взрослый Джо Керраклаф стал солдатом Королевских военно-воздушных сил во время Второй Мировой Войны и был сбит над оккупированной нацистами Норвегией вместе с сыном Лесси по кличке «Лэдди». Премьера фильма состоялась 20 апреля 1945 года.

## Сюжет
В Йоркшире, Англия, в имении герцога Радлинга, британская армия организовывает тренировочный лагерь, где готовят собак для фронта. Лагерь находится под руководством Сэма Керраклафа, смотрителя питомника, который сразу же выбирает лучших собак для обучения, в том числе Лэдди, щенка Лесси. Джо Керраклаф, теперь взрослый, присоединяется к Королевским ВВС (RAF) во время Второй мировой войны. Отправляясь на тренировочную базу, он вынужден оставить свою собаку Лэсси и её щенка, Лэдди.
Лэдди, уже подготовленный для фронта, поехал с Джо на базу, а затем оказался на бомбардировщике своего хозяина, когда он получил задание совершить опасный полёт над оккупированной нацистами Норвегией. Самолёт подбили, и оба были вынуждены прыгать с парашютом. Лэдди обращается за помощью для своего раненого хозяина и во время его отсутствия Джо арестовали, собака преследует вражеских солдат, сначала находит приют у норвежских детей, а затем у борца за свободу, которого позже убили. Лэдди достигает лагеря для военнопленных, куда был доставлен его хозяин.
Немецкие охранники используют Лэдди для поисков его хозяина, который сбежал. В поисках Джо, который вынужден работать в команде в прибрежном помещении для орудия, Лэдди воссоединился со своим хозяином, а затем, оба гнались, спасая свою жизнь, к расположению своих войск, в то время как нацисты преследовали их. Наконец свободные, Джо и Лэдди отправились обратно в имение Радлинга, чтобы воссоединиться с Лесси, Сэмом Керраклафом, отцом Джо и Присциллой, внучкой герцога Радлинга.

## В ролях
- Пэл — Лэдди
- Питер Лоуфорд — Джо Керраклаф
- Дональд Крисп — Сэм Керраклаф, отец Джо
- Джун Локхарт — Присцилла, внучка герцога Радлинга
- Найджел Брюс — герцог Радлинг, дед Присциллы
- Дональд Кертис — сержант Эдди Браун
- Роберт Льюис — сержант Шмидт
- Нильс Aстер — Олаф
- Уильям Северн — Хенрик
- Леон Эймс — Антон
- Фэй Хелм — Джоанна

## Производство
Рабочим названием фильма было «Лэдди». В роли взрослой Присциллы изначально снималась Эльза Ланчестер. Вскоре после начала съемок, Джун Локхарт получила эту роль. Это был первый фильм, снятый с использованием метода Technicolor Monobook.
Основные съемки проходили с мая по ноябрь 1944 года в различных местах по всей Западной Канаде , в том числе на островах Ванкувер и Кристофер Пойнт в Британской Колумбии , в Национальном парке Банф в Альберте , а также в Соединённых Штатах в Джексон Хоуле, штат Вайоминг, и в Лос-Анджелесе.[страница не указана 3898 дней]
Сцены на военном аэродроме были сняты на авиабазе в Patricia Bay, которая сейчас называется международный аэропорт Виктория. В числе используемых самолётов были включены истребитель Curtiss P-40 Warhawk и бомбардировщики Королевский канадский военно-воздушных сил Бристоль Болингброк и Локхид Вентура.
По данным Hollywood Reporter , Джон Чарльз Рид подал в суд на MGM в октябре 1947 года, обвиняя студию в плагиате и утверждая, что сценарий фильма был основан на его повести "Candy"1943 года. Присяжные не согласились и иск был отклонен.
Фильм, как сообщается, популяризировал кличку "Лад" для кобелей. Пэл, колли, который играл главную роль в «Лесси возвращается домой» (1943), здесь играл Лэдди. 20-летняя Джун Локхарт, экранная карьера которой состояла из эпизодических ролей, была более тесно связана с культовой историей Лесси, когда в 1958 году она стала играть Рут Мартин, которая усыновила сироту Тимми ( Джон Провост ) в длительном (CBS, 1954-1971) сериале "Лесси".

## Отзывы
Босли Кроутер в газете «Нью-Йорк Таймс» от 11 июня 1945 г. писал, что продолжение «Лесси возвращается домой» необоснованно "является достойным наследником чемпиона" и далее отметил, что "в результате фильм, хотя он, несомненно, доставит радость любителям собак, развивается в основном как длительная, надуманная и лишь иногда тревожная мелодрама, красиво одетая в прекрасные яркие цвета ". Он высоко оценил ведущих актёров и пришёл к выводу, "что эти обаятельные Лэдди и Лесси стремятся развенчать актёрские лавры этой симпатичной, но неправдоподобной картины".
Газета «Variety» охарактеризовала главных действующих лиц как «превосходные», но фильм был "чересчур сентиментальный, а яркие приключения вызывали достаточный интерес, чтобы смотреть его дальше».